# Protestáns Egyházi és Iskolai Lap
A Protestáns Egyházi és Iskolai Lap (PEIL) protestáns "egyháztársadalmi" hetilap volt. 1842 és 1848, majd 1858 és 1919 között jelent meg. Hetenként jelent meg (1848. július 2. és december 31. között hetente kétszer).

## Története
Pesten 1842. április 7-én indította meg Székács József, Török Pál és Taubner Károly. Taubner már a következő évben megvált a szerkesztéstől. Attól kezdve, egymást évenként váltogatva szerkesztette Székács és Török Pál. A Trattner-Károlyi, majd 1844. július 6-tól a Landerer-Heckenast nyomdában készült. A zavaros viszonyok miatt 1848 végén megszüntették az egész magyar protestánsságnak ezt az akkor egyetlen időszaki közlönyét. (A lap megszűnésének hírét Bajza József közölte a Kossuth Hírlapjában.
A Protestáns Egyházi és Iskolai Lap 1858. január 1-től folytatta pályáját. Csak ekkor élesztette fel újra Ballagi Mór, aki 31 éven át szerkesztette. Ebben hozta a világ elé azon gyakorlati eszméit, melyek megvalósításától a protestáns egyház anyagi és szellemi felvirágzását remélte. Ilyenek: az országos református közalap (domestica), a  papi özvegy-árva-segélyező egyletek létesítése; az egyházi takarék-magtárak. a lelkészi fizetések minimumának megállapítása; a kisebb egyházak egyesítése vagy azoknak leányegyházakká szervezése; az egyházmegyék helyesebb kikerekítése; a belmisszió; az egyetemes konvent létesítése stb. E lap volt létrehozója a hazai protestáns egyletnek.
Ballagi a lap szerkesztését 1889 elején átadta Szőts Farkasnak, aki már 1886 óta fő-munkatársa volt, miként előbb is több más, kivált a teológiatanárok közül. Szőts Farkas lett a tulajdonos is 1891. január 15-től. 1905-től 1912-ig Hamar István volt a tulajdonos és a szerkesztő. 1913-tól a lap a Kálvin Szövetség lapja volt. 1919-ben bekövetkezett megszűntéig Bilkei Pap István (többek társaságában) szerkesztette a lapot. 
Míg a PEIL Székácsék, majd Ballagi korszakában a szabadelvű egyházi iránynak volt központi közlönye: addig az utódok idejében hovatovább mind nagyobb mérvben az azzal ellentétes szellemet képviselte.